# Dubové
Dubové es un municipio del distrito de Zvolen en la región de Banská Bystrica, Eslovaquia, con una población estimada a final del año 2024 de 385 habitantes.
Se encuentra ubicado en el centro-oeste de la región, en los montes Centrales Eslovacos y la cuenca hidrográfica del río Hron —un afluente izquierdo del Danubio— y cerca de la frontera con la región de Nitra.

## Demografía
| Año        | 1994 | 2004    | 2014     | 2024     |
| ---------- | ---- | ------- | -------- | -------- |
| Población  | 244  | 235     | 273      | 385      |
| Diferencia |      | −3,68 % | +16,17 % | +41,02 % |

| Año        | 2023 | 2024    |
| ---------- | ---- | ------- |
| Población  | 373  | 385     |
| Diferencia |      | +3,21 % |